# Bernard Daffis
Bernard Daffis (né le 7 juin 1586 à Bordeaux, mort le 20 décembre 1627), est un ecclésiastique, qui fut évêque de Lombez de 1614 à 1627.

## Biographie
Bernard Daffis ou d'Affis appartient à une grande famille de parlementaires bordelais originaire de Toulouse. Il est le fils de Guillaume Daffis († 1610), premier président au Parlement de Bordeaux et de Lucrèce Desplats. Son père est le frère ou le demi-frère de Jean IV Daffis l'évêque de Lombez.
Bernard Daffis avait épousé Jeannes de Favols ; de cette union est née une fille Marie-Angélique qui épouse le 11 janvier 1627 Geoffroi de Grailly. Devenu veuf très tôt, Bernard Daffis se consacre à la vie religieuse. Prêtre dans le diocèse de Bordeaux en novembre 1610, il devient protonotaire apostolique, conseiller et aumônier du roi Louis XIII, prieur de Brive et abbé commendataire de l'abbaye de la Case-Dieu. 
Il est nommé en 1614 comme successeur de son oncle dans le diocèse de Lombez. Il est consacré dans la cathédrale Saint-André de Bordeaux par l'archevêque de Bordeaux. Il cède la commende du prieuré de Brive à son propre neveu Jean Daffis en 1615. Il est député par la province ecclésiastique de Toulouse à l'assemblée du clergé de 1619 et il meurt le 20 décembre 1627.